# Мозгунов, Роман Анатольевич
Роман Анатольевич Мозгунов (31 мая 1975, Липецк — 21 декабря 2016) — российский хоккеист, защитник. Мастер спорта России.

## Биография
Воспитанник липецкого хоккея, тренер Юрий Кровопусков. в сезоне 1991/92 играл за команду второй лиги «Трактор» Липецк. В сезонах 1992/93 — 1996/97 выступал за ЦСКА. По ходу последнего сезона вернулся в липецкий клуб, за который играл до сезона 2001/02.
Скончался в ночь на 21 декабря 2016 года в возрасте 41 года.